# Signori di Caos ed Ordine
I Signori di Caos e i Signori dell'Ordine sono gruppi complementari di entità super naturali provvisti di poteri quasi divini che compaiono nei fumetti pubblicati dalla DC Comics. Furono connessi retroattivamente nelle storie di Amethyst, Dottor Fate, Kid Eternity, dello Straniero Fantasma, Shazam e Hawk e Dove. Il primo Signore dell'Ordine che comparve nei fumetti fu Nabu in More Fun Comics n. 67 (maggio 1941), creato da Gardner Fox e Howard Sherman, tuttavia, il concetto di Signori di Caos ed Ordine fu introdotto anni dopo. Il termine non comparve mai nelle storie della Golden Age.

## La guerra tra Ordine e Caos
Caos ed Ordine combatterono una ciclica battaglia per ere avendo dominante il primo di questi, e quindi l'altro ripetuto all'infinito. Originariamente, il conflitto fu descritto come quello tra Bene e Male; ma le successive interpretazioni descrissero il conflitto tra stagnazione ed anarchia.
Le due forze opposte erano fasci di energia mistica che solitamente si servivano di servi per compiere i propri scopi. Potevano prendere forma umana possedendo i corpi altrui, come nel caso di Nabu con Mordru, o potenziare esseri umani che agissero come loro agenti, come nel caso di Terataya e T'Charr (rispettivamente un Signore dell'Ordine ed uno del Caos), che fornirono i propri poteri a Hawk e Dove perché agissero in loro vece.
Entrambi i lati avevano comunque mantenuto un tenue equilibrio di potere riguardante il proprio coinvolgimento in conflitti esterni. Per esempio, quando Lo Spettro fece appello ai Signori dell'Ordine per permettere ai loro seguaci sulla Terra di unirsi alle difese terrestri per evitare un'invasione orchestrata dai Dominatori, gli fu negata. Affermarono che intervenire in quel conflitto avrebbe significato che i Signori del Caos avrebbero risposto aiutando gli invasori, facendo arrivare la battaglia su scala così disastrosa che avrebbe devastato qualunque cosa.
Un Signore del Caos ed uno dell'Ordine furono inviati anche nel Sogno come rappresentanti dei propri reami in The Sandman: Season of Mist di Neil Gaiman. Kilderkin dell'Ordine si manifestò come una scatola vuota recata da un djinn, e Shivering Jemmy della Shallow Brigade del Caos come una giovane ragazza bionda con un palloncino.

### Crisi Infinita
Durante gli eventi di Day of Vengeance, Eclipso riuscì a far sterminare la maggior parte degli stregoni della Terra dallo Spettro dopo aver affermato che la magia era la fonte di tutto il male sulla Terra. La furia dello Spettro sugli utilizzatori della magia finì con la morte del Mago Shazam, la distruzione della Roccia dell'Eternità ed il rilascio delle forze contenute in essa.
In Day of Vengeance Special, Nabu mise insieme un gruppo di esseri magici per fermare Lo Spettro e sigillare i Sette Nemici Mortali dell'Uomo. Nabu si confrontò con Lo Spettro, la cui rabbia crebbe così tanto che la Presenza ne prese nota e lo inviò in un nuovo ospite. Nel processo, Nabu morì e con lui la Nona Era della Magia. Prima della sua morte, diede l'elmetto di Dottor Fate al Detective Chimp per divenire il nuovo Fate. Sebbene Nabu ed il suo spirito non sarebbero più stati una parte dell'elmetto, avrebbe avuto lo stesso poteri significanti. Dopo un tentativo fallito del Detective Chimp di mettersi l'elmo, chiese aiuto a Capitan Marvel perché lo gettasse sulla Terra e lo lasciasse cadere, facendo sì che il fato scegliesse il prossimo Dottor Fate.
Le morti dei Signori di Caos ed Ordine causarono la rottura della magia fin nel suo stato più primitivo, mettendo fine alla Nona Era della Magia e inizio alla Decima, sebbene gli status di T'Charr e Teratatya sono in qualche modo in sospeso.

## Signori di Caos ed Ordine

### Signori dell'Ordine
Il più importante Signore dell'Ordine è Nabu, che potenziò e occasionalmente prese possesso di vari umani attraverso l'elmo di Nabu e agì come Dottor Fate. Originariamente, Dottor Fate fu descritto come un agente dell'Ordine. Quando le posizioni dei lati furono riviste, il ruolo di Dottor Fate cambiò, facendo di lui una forza tra Caos ed Ordine. Anche il dio Tynan dal Darkworld era un agente dell'equilibrio. Nabu ebbe il suo nome dal dio della mitologia babiloniana e nell'Universo DC era probabilmente utilizzato per lo stesso dio. Amethyst è un altro importante Signore dell'Ordine, divenendo recentemente attiva di nuovo durante Crisi Infinita e il suo post-Crisi.
Signori dell'Ordine:
- Amethyst
- Deedra
- Gemimn (da Darkworld)
- Jheryl
- Kilderkin
- Kismet
- Nabu
- Shazam
- Terataya
- Sister Sentry

Agenti dell'Ordine:
- Arion
- Djinn
- Dottor Fate (Kent ed Inza Nelson, Eric e Linda Strauss e Hector Hall)
- Dove (Don Hall e successivamente Dawn Granger)
- Gray Man
- Kid Eternity

### Signori del Caos
Il più importante Signore del Caos è Mordru che afflisse la Legione dei Supereroi, Dottor Fate e la Justice Society of America e vari altri eroi nel corso degli anni. Ottenne una completa o quasi onnipotenza più di una volta, ma fu sempre sconfitto da Dottor Fate e/o Nabu nel presente e nella Legione dei Supereroi del futuro.
Signori del Caos:
- Chaon (di Darkworld)
- Il Bambino
- Flaw
- Mr. Keeper
- Mordru
- Shivering Jemmy della Shallow Brigade
- T'Charr
- Typhon

Agenti del Caos:
- Anti-Fate (Dr. benjamin Stoner)
- Garn Daanuth (fratello di Arion)
- Hawk (Hank Hall e successivamente Holly Granger)
- Kestrel
- Kid Eternity (ex)
- Weaver (antico Atlantide)

## Altri media

### Televisione
- I Signori di Caos ed Ordine comparvero nell'episodio "The Fate of Equinox" della serie televisiva Batman: The Brave and The Bold.